# 2024 en fantasy
| Années de la fantasy : 2021 - 2022 - 2023 - 2024 - 2025 - 2026 - 2027    |
| Décennies de la fantasy : 1990 - 2000 - 2010 - 2020 - 2030 - 2040 - 2050 |

L'année 2024 est marquée, dans le domaine de la fantasy, par les événements suivants.

## Romans
- L'Ost céleste, par Olivier Paquet, éd. L'Atalante.

## Bandes dessinées, dessins animés, mangas
- 19 janvier - 1er février : publication sur Amazon Prime de la première saison (hors pilote) d'Hazbin Hotel

## Sorties vidéoludiques
- 9 septembre : Warhammer 40,000: Space Marine 2